# Nidhi Razdan
Pour la famille de satellites de reconnaissance militaire russes, voir Razdan.
Nidhi Razdan, née le 11 avril 1978, est une journaliste et une célébrité de la télévision indienne. Elle est rédactrice en chef de New Delhi TV et principale présentatrice des émissions de débat Left, Right & Centre et The Big Fight. Nidhi Razdan est également l'auteur d'un livre intitulé Left, Right and Center: The Idea of India, publié en juillet 2017.

## Vie privée
Nidhi Razdan est une brahmane originaire du Cachemire (communauté des Kashmiri Pandit ou Pandits Cachemiris) et la fille de Maharaj Krishan Razdan, ancien rédacteur en chef de l'agence de presse Press Trust of India.   
Après avoir fréquenté l'école Apeejay, Sheikh Sarai à New Delhi puis le Lady Shri Ram College, elle termine son cursus par un diplôme en journalisme radiophonique et télévisé obtenu à Delhi (1998–99). 
Nidhi Razdan a épousé en 2005 le journaliste et écrivain Neelesh Misra.

## Carrière
Nidhi Razdan rejoint New Delhi TV (NDTV) en 1999 et y travaille jusqu'en juin 2020. Elle est rédactrice en chef de NDTV et la principale présentatrice de l'émission Left, Right & Center. Ce programme est diffusé en direct depuis New Delhi tous les soirs. Il rassemble plusieurs personnalités politiques pour débattre d'un sujet d'actualité.
Elle anime également l'émission hebdomadaire The Big Fight, qui oppose deux camps autour d'une question d'actualité.
De 1999 à 2020, Nidhi Razdan couvre des événements d'actualité et anime plusieurs émissions, souvent en direct. Son travail porte sur la politique indienne et les affaires étrangères ainsi que les sujets majeurs de l'actualité tels que les tremblements de terre au Gujarat en 2001 et au Cachemire en 2005, l'occupation du Cachemire par le Pakistan ou la politique du Tibet. 
En juin 2020, Nidhi Razdan annonce qu'elle quitte son poste chez NDTV pour devenir professeur de journalisme à l'université Harvard. Quelques mois plus tard, en janvier 2021, elle annonce sur Twitter qu'il s'agissait en réalité d'une arnaque, puisque la proposition d'emploi qui lui avait été faite était fictive.

## Récompenses
- Prix d'excellence en journalisme Ramnath Goenka  pour ses reportages sur le Jammu-et-Cachemire et le nord-est de l'Inde[8].
- Prix du gouvernement de l'État de Jammu-et-Cachemire pour l'excellence en journalisme[9].
- Prix de l'Institut international de la presse pour son article sur l'affaire de viol et le meurtre de Kathua[10].

## Œuvres
- Left, Right and Centre: The Idea of India (2017)[1]